# أنصاري (اسم)
أَنْصَارِي هو اسم علم مذكر من أصل عربي، ومعناه هو واحد الأنصار ونسبة إليهم.